# Virginie Grimaldi

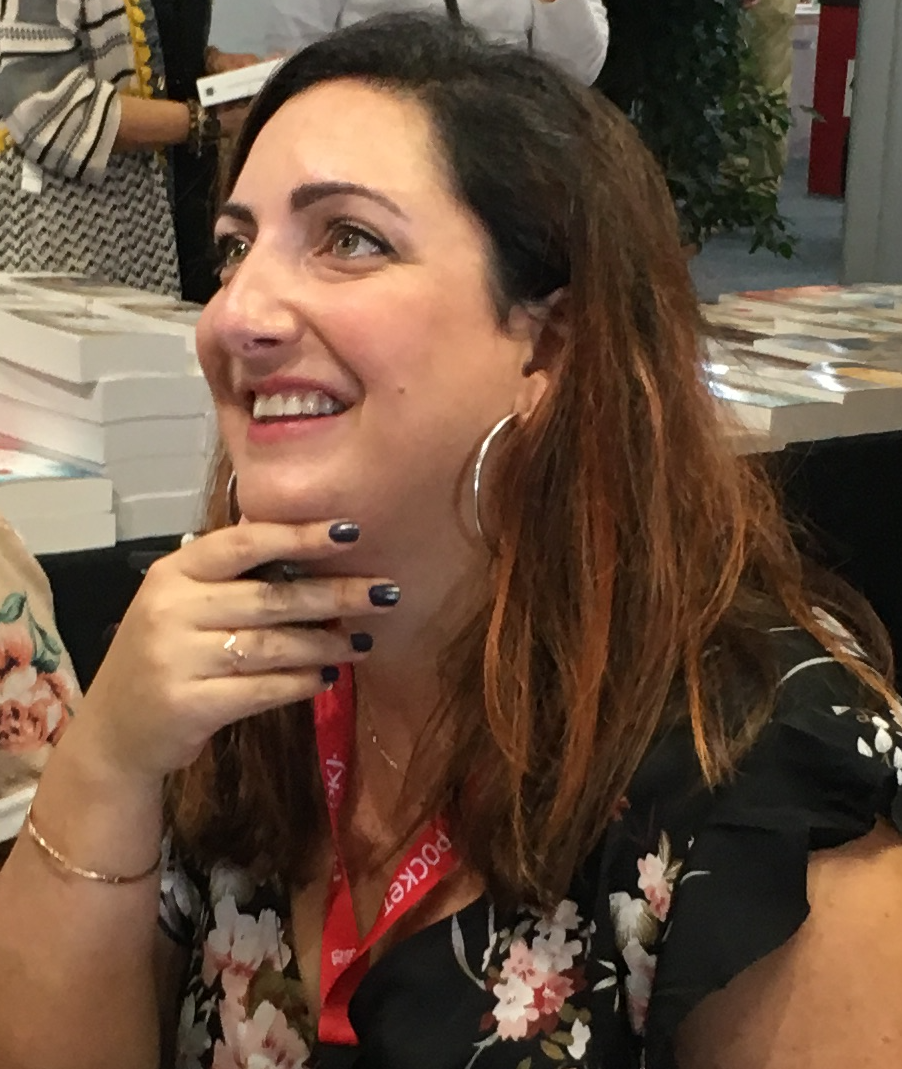
Virginie Grimaldi

Virginie Grimaldi (* 1977 bei Bordeaux) ist eine französische Schriftstellerin.

## Leben
Ihren ersten Roman hat sie im Alter von acht Jahren geschrieben, er umfasste 20 Seiten. Das war der Grundstein ihrer Schriftstellerkarriere.  2009 gründete sie den Blog „Femme Sweet Femme“, in dem sie unter dem Pseudonym „Ginie“ humorvoll Beiträge aus dem Altagsleben schrieb. Im Jahr 2014 erhielt sie für die Kurzgeschichte „La peinture sur la bouche“ den zweiten Preis bei dem von Tatiana de Rosnay gestifteten Wettbewerb „E-crire Aufeminin“. Sie lebt mit ihrem Mann und zwei gemeinsamen Söhnen in der Nähe von Bordeaux.

## Romane
- Le Premier Jour du reste de ma vie, City Éditions, 2015, ISBN 978-2-8246-0539-5
- Tu comprendras quand tu seras plus grande, Paris, Fayard, 2016, ISBN 978-2-213-68744-5
- Mittwoch ist ein Tag zum Tanzen, München, Penguin, 2021, ISBN 978-3-328-60199-9
- Le parfum du bonheur est plus fort sous la pluie, Paris, Fayard, 2017,  ISBN 978-2-213-70473-9
- Il est grand temps de rallumer les étoiles, Paris, Fayard, 2018, ISBN 978-2-213-70970-3
- Quand nos souvenirs viendront danser, Paris, Fayard, 2019, ISBN 978-2-213-70983-3
- Et que ne durent que les moments doux, Paris, Fayard, 2020, ISBN 978-2-213-70984-0
- Les Possibles, Paris, Fayard, 2021, ISBN 978-2-213-71866-8
- Il nous restera ça, Paris, Fayard, 2022, ISBN 978-2-213-71708-1
- Une belle vie, Paris, Flammarion, 2023, ISBN 978-2-080-42371-9
- Plus grand que le ciel, Paris, Flammarion, 2024, ISBN 978-2-080-45070-8
- Les heures fragiles, Paris, Flammarion, 2025, ISBN 978-2-080-46888-8